# 池田速人
池田 速人（いけだ はやと、1969年9月10日 - ）は、福島放送の社員。元アナウンサー。
東京都新宿区出身。法政大学卒業。

## 略歴・人物
小学生の時、NHK東京放送児童劇団に所属し、子役として活動していた。大学卒業後、1994年に福島放送に入社。2006年4月18日号の『女性自身』で『今すぐあえる50人！イケメン男子アナウンサー全員集合！完全名鑑』で紹介された。また、映画「バルトの楽園」へエキストラとして出演した。『ドミソラ』ではレポーターとして出演していた。2021年3月、アナウンサー職を離れ、いわき支社へ異動。

## 過去の担当番組
- あいうえお天気目玉焼Lサイズ
- ドミソラ - ナレーション[3]
- ふくしまスーパーJチャンネル（2000年4月3日 - 2017年3月31日 司会、2017年4月3日 - 2019年8月22日 リポーター）
- めざせ甲子園!全国高等学校野球選手権大会 - 福島大会実況、甲子園応援実況